# Luciana Delabarba
Luciana Delabarba (Buenos Aires, 29 marzo 1997) è una cestista argentina.

## Carriera
Con l'Argentina ha disputato i Campionati americani del 2019.